# Accompagnateur de tourisme équestre
Pour les articles homonymes, voir ATE.
L'Accompagnateur de Tourisme Équestre (ATE) est un brevet fédéral de la fédération française d'équitation(FFE), inscrit au Répertoire national des certifications professionnelles  en tant que titre à finalité professionnelle de niveau IV, permettant l'accompagnement et la conduite de randonnées contre rémunération en autonomie dans tout établissement, dans le cadre de parcours identifiés.
Le brevet d’Accompagnateur de Tourisme Equestre certifie la capacité à préparer et à conduire promenades et randonnées équestres en autonomie sur des itinéraires identifiés et entre des relais d’étapes connus, en assurant la sécurité et l’agrément des cavaliers, un emploi rationnel et la sécurité des équidés, le respect et la sécurité des tiers.

## Métier exercé par les titulaires de l'ATE
Les titulaires de l'ATE exercent le métier d'accompagnateur de promenades et randonnées équestres. Ils peuvent s'installer à leur compte comme entrepreneur de tourisme équestre ou être salariés d'une structure. Avec 5 années d’expérience ils peuvent accéder au métier de "Guide équestre" défini à l' article 59 de la Convention Collective du personnel des centres équestres.

## Épreuves des examens
Le test d'entrée comporte trois unités capitalisables : le test technique à cheval, le parcours d'orientation pédestre et l'entretien de motivation.
L'examen général : il se compose de 5 unités capitalisables. 
La première unité comprend la technique équestre professionnelle, la présentation en main ou embarquement, la longe, la détente montée et parcours en terrain varié et l'entretien.
La seconde unité comprend la topographie et l'orientation.
La troisième unité comprend les soins aux chevaux et la maréchalerie.
La quatrième unité comprend les connaissances générales et la gestion d'une TPE.
La cinquième unité comprend le matelotage  et la bourrellerie. 
L'épreuve professionnelle : elle consiste en l'organisation et la conduite en autonomie d'une sortie à cheval sur un itinéraire préparé pour un groupe de six personnes.